# رودي يبارا
رودي يبارا (بالإنجليزية: Rudy Ybarra)‏ هو مدرب كرة قدم ولاعب كرة قدم أمريكي، ولد في 3 أبريل 1958 في سانتا باربارا في الولايات المتحدة. لعب مع تلسا رافنكس.